# La Haba
La Haba település Spanyolországban, Badajoz tartományban. La Haba Campanario, Quintana de la Serena, Valle de la Serena, Don Benito, Villanueva de la Serena és Magacela községekkel határos. Lakosainak száma 1214 fő (2024).

## Népesség
A település népessége az utóbbi években az alábbiak szerint változott:
| Lakosok száma | 1456 | 1451 | 1397 | 1367 | 1350 | 1296 | 1275 | 1243 | 1206 | 1214 |
|               | 2001 | 2004 | 2006 | 2009 | 2011 | 2014 | 2016 | 2019 | 2021 | 2024 |